# عسق
في الأساطير السومرية قصيدة لوغال-إ، عسق أو عزق هو شيطان وحشي، بشع إلى درجة بأن وجوده وحده يجعل السمك يغلي على قيد الحياة في الأنهار.
وقيل بأنه كان مصحوباً في معركة من قبل جيش من ذرية شيطان الحجر - ولد من اتحاده مع الجبال بنفسها.

وقد هُزم من قبل الإله البطولي الأكادي نينورتا باستخدام شَرور، صولجانه المسحور, بعد التماسه المشورة من والده الإله إنليل.

## وصلات خارجية
- Ninurta defeats the Asag—ETCSL tablet translation